# ناحیه غندوره
ناحیه غندوره (به عربی: ناحیة غندورة) یک ناحیه در سوریه است که در منطقه جرابلس واقع شده‌است. ناحیه غندوره ۱۷٬۳۱۴ نفر جمعیت دارد.